# قلعه‌لان
قلعه‌لان، روستایی از توابع بخش مرکزی شهرستان کامیاران در استان کردستان ایران است.
قلعه لان روستایی سرسبز و سردسیر بوده است .

## جمعیت
این روستا در دهستان پشت دربند قرار دارد و براساس سرشماری مرکز آمار ایران در سال ۱۳۸۵، جمعیت آن ۲۲۵ نفر (۵۰خانوار) بوده‌است.